# غوشناطية بوليفية
غوشناطية بوليفية (الاسم العلمي:Gochnatia boliviana) هي نوع من النباتات تتبع جنس الغوشناطية من الفصيلة النجمية.